# Boom Boom (песня Джона Ли Хукера)
| Оценки критиков | Оценки критиков |
| Источник        | Оценка          |
| --------------- | --------------- |
| AllMusic        | Без рейтинга    |

«Boom Boom» — песня американского певца Джона Ли Хукера, выпущенная в мае 1962 года на лейбле Vee-Jay Records.
В 2016 году сингл Джона Ли Хукера с этой песней (1962 год) был принят в Зал славы премии «Грэмми».
В 2004 году журнал Rolling Stone поместил песню «Boom Boom» в исполнении Джона Ли Хукера на 218 место своего списка «500 величайших песен всех времён». В списке 2011 года песня находится на 220 месте.
Кроме того, песня «Boom Boom» в исполнении Джона Ли Хукера входит в составленный Залом славы рок-н-ролла список 500 Songs That Shaped Rock and Roll.